# Église Saint-Pancrace de Migennes
Pour les articles homonymes, voir Église Saint-Pancrace.
L'église Saint-Pancrace de Migennes est une église située à Migennes, en France.

## Localisation
L'église est située dans le département français de l'Yonne, sur la commune de Migennes. Celle-ci se trouve plus précisément dans le "vieux" Migennes, au 2 place Gambetta.

## Description

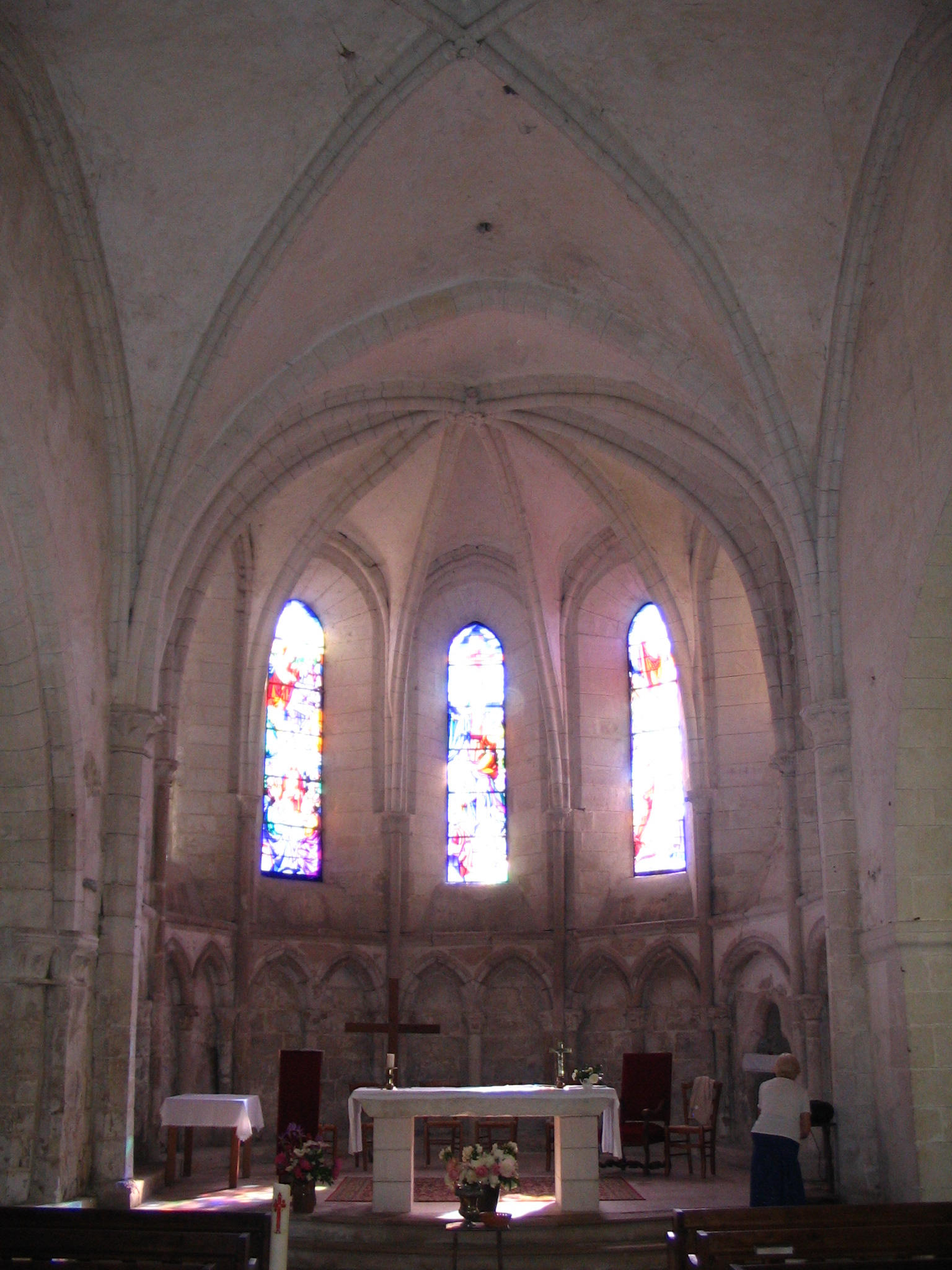
Intérieur de l'église.

## Historique
L'édifice est inscrit au titre des monuments historiques en 1992.